# Federico Vitali
Pour les articles homonymes, voir Vitali.
Federico Vitali (né le 9 juillet 1982, à Faenza) est un coureur cycliste italien, actif dans les années 2000.

## Biographie
Federico Vitali a notamment remporté le Giro Ciclistico del Cigno 2008, inscrit au calendrier de l'UCI Europe Tour. Il s'est également imposé sur de nombreuses courses amateurs en Italie. Il n'est toutefois jamais passé professionnel, malgré un stage chez Serramenti PVC Diquigiovanni-Selle Italia chez en 2007.

## Palmarès

### Par année
- 2003
  - 3e de la Medaglia d'Oro Comune di Villadose
- 2004
  - Mémorial Giuseppe Gemelli
- 2005
  - Coppa San Vito
  - 2e du Circuit de Cesa
- 2006
  - Giro Ciclistico del Cigno
  - Milan-Bologne
  - 2e du Circuit de Cesa
  - 2e du Gran Premio Comune di Cerreto Guidi
  - 3e de la Coppa Guinigi
- 2007
  - Coppa Caduti di Reda
  - Grand Prix Camon
  - Gran Premio Montanino
  - 2e du Trophée Mauro Pizzoli
  - 2e du Tour d'Émilie amateurs
  - 3e du championnat d'Italie des élites sans contrat
  - 3e du Giro Ciclistico del Cigno
  - 3e de la Coppa Guinigi
- 2008
  - Giro Ciclistico del Cigno
  - Coppa d'Inverno
  - 2e du Gran Premio Montanino
  - 2e du Circuit de Cesa
  - 3e du Tour d'Émilie amateurs

### Classements mondiaux
| Année           | 2006 | 2007 | 2008 |
| --------------- | ---- | ---- | ---- |
| UCI Europe Tour | 897e | 711e | 332e |